# Jun'ichi Kōuchi
Jun'ichi Kōuchi (幸内純一?, Kōuchi Jun'ichi; Prefettura di Okayama, 1886 – 1970) è stato un pittore, disegnatore e animatore giapponese.

## Biografia
Dopo aver studiato pittura, nel 1907 entra nella redazione della rivista satirica Tokyo Puck come vignettista di satira politica. Nell'ottobre 1916 riceve dalla casa di produzione cinematografica Kobayashi Shokai la proposta di realizzare uno dei primi senga eiga (film disegnato). L'opera, che si intitola Hanawa Hekonai meito no maki (Hanawa Hekonai e la spada di prima classe), viene presentata nel giugno dell'anno seguente, e vede per la prima volta l'utilizzo della scala dei grigi per la realizzazione delle ombreggiature. Essa narra la storia umoristica di un uomo che acquista una spada spuntata, credendola un oggetto di grande valore. Nel 1918 Kōuchi torna a disegnare sui giornali a causa delle difficoltà economiche della Kobayashi Shokai. Si dedica nuovamente all'animazione nel 1923, abbandonandola poi definitivamente nel 1930. Tra le opere maggiori di questo periodo Hyoroku musha shugyo del 1926 e Chongire hebi del 1930.